# Печинці (община)

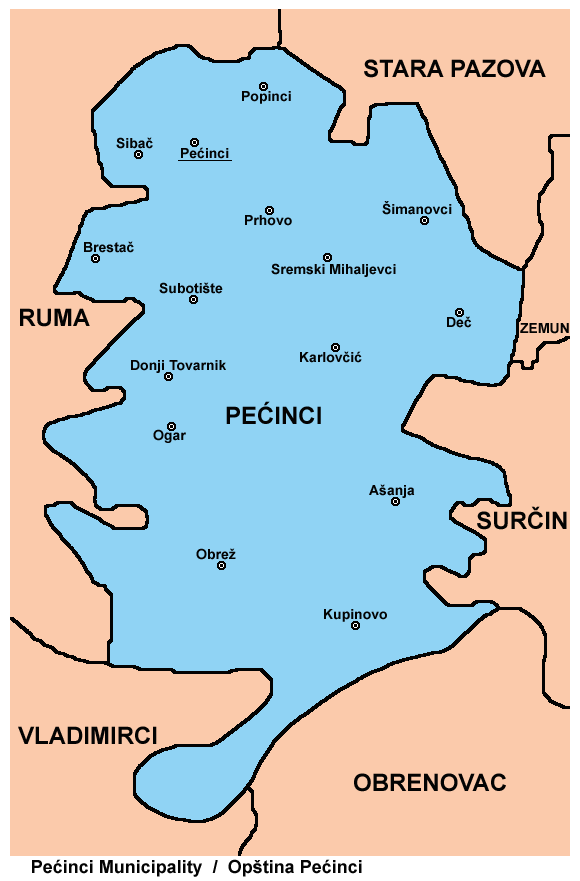

Печинці (серб. Пећинци) — община в Сербії, входить в округ Сремський.
Населення общини становить 22 055 чоловік (2007 рік), щільність населення становить 45 чол./км². Займана площа 489 км², з них 69,2% використовується в промислових цілях.
Адміністративний центр общини - місто Печинці. Община Печинці складається з 15 населених пунктів, середня площа населеного пункту 32,6 км². 

## Статистика населення общини
| Рік  | Населення, чол. |
| ---- | --------------- |
| 1991 | 21365           |
| 2001 | 21418           |
| 2002 | 21891           |
| 2003 | 22262           |
| 2004 | 22309           |
| 2005 | 22303           |
| 2006 | 22223           |
| 2007 | 22055           |